# Пыстина, Виктория Владимировна
Виктория Владимировна Пыстина (род. 7 декабря 1971, Том, Коми АССР) — исполнительница коми-зырянских народных песен.

## Биография
Родилась в посёлке Томе Ижемского района Коми АССР. В 1997 году закончила Санкт-Петербургскую государственную академию культуры (направление — народное художественное творчество). В 1992 году закончила Коми республиканское училище культуры имени В. Чисталева (направлению — «Руководитель самодеятельного народного коллектива»). С 2001 года является солисткой Коми республиканской филармонии. С 1999 года является солисткой Коми республиканской филармонии в составе ансамбля народной музыки «Зарни ёль» («Золотой ручей»). С 1995 года является преподавателем Коми республиканского колледжа культуры им. В.Т. Чисталева.
В 2002 году получила звание лауреата премии Правительства Республики Коми имени Валентины Есевой за вклад, который она внесла в сохранение традиций исполнения народной музыки Республики Коми и популяризацию современных музыкальных произведений авторов Республики Коми.
В 2008 году получила премию Правительства Республики Коми. 
В 2016 году удостоена звания «Заслуженная артистка Республики Коми». 
В 2018 была удостоена премии Правительства Республики Коми в области драматургии и сценического искусства для детей и юношества за создание цикла программ «Сказки с оркестром». 
В 2022 году Виктория Пыстина получила звание «Народная артистка Республики Коми».